# 12 Virginis
12 Virginis är en Am-stjärna i Jungfruns stjärnbild.
Stjärnan har visuell magnitud +5,83 och är svagt synlig för blotta ögat vid god seeing. Den befinner sig på ett avstånd av ungefär 165 ljusår.